# Леонова, Анна Дмитриевна
Анна Дмитриевна Леонова (укр. Ганна Дмитрівна Леонова; 20 декабря 1923 год, село Борки, Полтавская губерния — 14 июня 2008 год, село Борки, Зеньковский район, Полтавская область, Украинская ССР) — колхозница, трактористка колхоза «Большевик» Зеньковского района, Полтавская область, Украинская ССР. Герой Социалистического Труда (1966).

## Биография
Родилась 20 декабря 1923 года в крестьянской семье в селе Борки. Трудиться начала с 16-летнего возраста. В 1939 году окончила курсы трактористов, после чего трудилась на Борковской МТС. После начала Великой Отечественной войны находилась в эвакуации в Сталинградской области. После освобождения в 1943 году Полтавской области от немецких захватчиков возвратилась в родное село. Продолжила свою трудовую деятельность трактористкой в Борковской МТС.
С 1958 года — трактористка в колхозе «Большевик» Зеньковского района. В 1966 году удостоена звания Героя Социалистического Труда «за успехи, достигнутые в увеличении производства и заготовок подсолнечника, льна, конопли, хмеля и других технических культур».
После выхода на пенсию проживала в родном селе, где скончалась в 2008 году.

## Награды
- Герой Социалистического Труда — указом Президиума Верховного Совета СССР от 30 апреля 1966 года
- Орден Ленина
- Орден «Знак Почёта»
- Орден Трудового Красного Знамени